# Sher Shah Suri

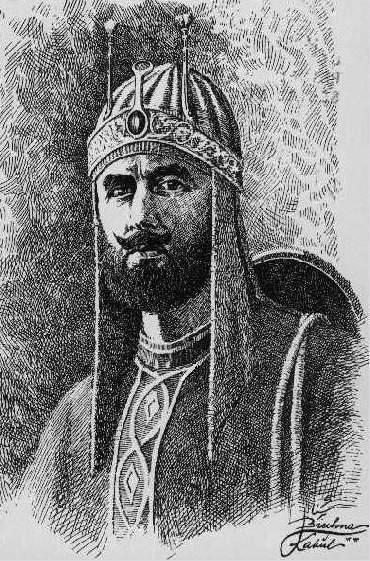
Sher Shah Suri, geïdealiseerd portret, 20e eeuw

Sher Shah Suri of Sher Khan (Pasjtoe: فريد خان شیر شاہ سوری, farīd khān šīr šāh sūrī; Bihar, ±1486 – Kalinjar, 22 mei 1545) was van 1540 tot 1545 sultan van Delhi. Hij regeerde een groot deel van het noorden van India. Sher Shah rebelleerde tegen de Mogolkeizer Humayun en wist deze naar het Perzische Rijk te verjagen, om daarna vijf jaar het noorden van India te regeren. Gedurende deze vijf jaar wist hij zowel het leger als het bestuur ingrijpend te hervormen, maatregels waar de Mogols in de erop volgende eeuw hun succes deels aan te danken hadden. De sultans uit de kortstondige dynastie die Sher Shah stichtte worden Suriden genoemd.

## Levensloop
Sher Shah werd geboren onder de naam "Farid Khan". Hij was de zoon van een lokale machthebber in Bihar. Zijn familie was oorspronkelijk van Pathaanse (Afghaanse) afkomst. Hij diende als jongeman de sultan van Jaunpur, Bahar Khan. Later trad hij in dienst van de Mogolgouverneur van Bihar, Bahar Khan Lohani, die hem vanwege zijn strijdlust de bijnaam "sher khan" (tijger-heer) gaf. Sher Shah was een van de Afghaanse edelen die zich in 1529, na de slag bij de Ghaghara, aan de Mogolkeizer Babur onderwierpen. Toen Babur in 1530 stierf weigerde Sher Shah echter het gezag van diens opvolger, Humayun, te erkennen.
Ondertussen was Sher Shah benoemd tot regent in Bihar. De minderjarige sultan van Bihar, Jalal Khan, probeerde zich van zijn regent te ontdoen en riep de hulp in van de sultan van Bengalen, Ghiyassuddin Mahmud Shah. Sher Shah wist de aanval uit Bengalen in 1534 af te slaan met een overwinning bij Surajgarh. In 1538 viel hij Bengalen zelf binnen, om de sultan aldaar opnieuw te verslaan en zijn sultanaat te veroveren. De extra financiële middelen die Bengalen hem gaf kwamen goed van pas, omdat Humayun eindelijk genoeg van de bezigheden van zijn opstandige gouverneur had gekregen en Sher Shah vanuit het westen aanviel. In de slag bij Chausa (1539) en de slag bij Kannauj (1540) wist Sher Shah de Mogolkeizer echter te verslaan, waarna hij Agra en Delhi innam. Humayun was gedwongen te vluchten, eerst naar Sindh, daarna naar Afghanistan. Uiteindelijk kwam hij terecht aan het hof van de Perzische Safavidenheerser sjah Tahmasp I, die hem asiel verleende. Tien jaar na de dood van Sher Shah zou Humayun, gesteund door de Perzen, terugkeren naar India om zijn rijk te heroveren.

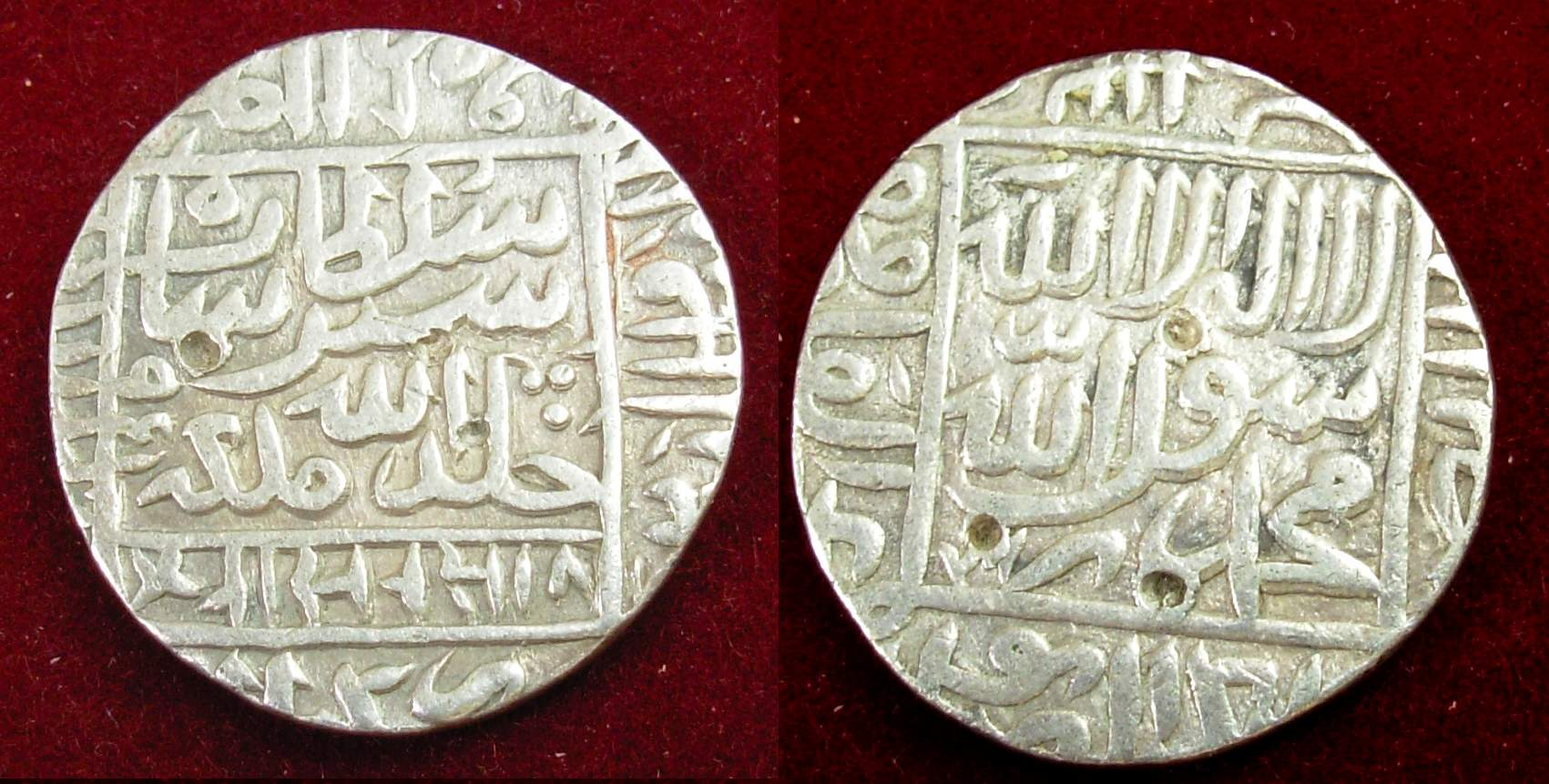
Zilveren roepie van Sher Shah

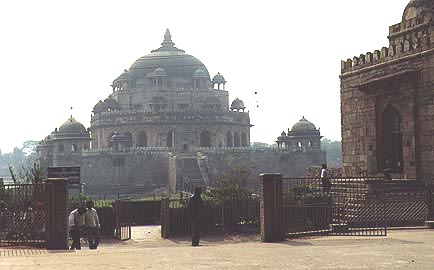
Mausoleum van Sher Shah Suri in Sasaram (Bihar).

Van Humayun verlost, was Sher Shah nu in bezit van een rijk dat zich over het grootste deel van de Indus-Gangesvlakte uitstrekte. De Mogolkeizer Akbar liet rond 1580 een grondig historisch verslag van de regering van Sher Shah opstellen, de Tarikh-i-Sher Shahi. Dit geeft een goed inzicht in de administratieve hervormingen die Sher Shah doorvoerde.
Hij nam in zijn korte regeerperiode talrijke maatregels om het bestuur van het sultanaat efficiënter te maken. Sher Shah voerde een systeem van lokaal bestuur door, dat moest voorkomen dat te veel macht in de handen van een mogelijk opstandige gouverneur kwam. Lokale bestuurders rapporteerden direct aan het centrale gezag en werden na twee jaar verplaatst naar een ander district zodat ze geen lokale machtspositie konden opbouwen. Dorpsgemeenschappen werden verantwoordelijk gesteld voor misdaden in hun gebied. Hij implementeerde een belastingstelsel dat gebaseerd was op nauwkeurig bijgehouden registers van landbouwgronden. 
Om de handel te stimuleren liet Sher Shah de Grand Trunk Road, de grote oost-westlopende verkeersader door Hindoestan, verbreden en legde hij karavanserais aan om de handelskaravanen ter dienste te zijn. Daarnaast hervormde hij de muntslag. De latere muntslag van de Mogols en Britten was op Sher Shahs systeem gebaseerd. Sher Shah voerde de zilveren standaard voor de roepie in en een systeem met drie metalen (gouden, zilveren en koperen munten) dat de Mogols van hem overnamen.
Sher Shah gaf opdracht tot vele bouwwerken. Onder de verdedigingswerken die hij liet aanleggen zijn Rohtas Fort in Punjab en Rohtasgarh Fort in Bihar. Hij liet ook de Sher Shah Suri Masjid in Patna bouwen. In Delhi liet hij de door Humayun begonnen Purana Qila, een groot fort dat de stad beheerste, uitbreiden. In dit fort bouwde hij de Qila-i-Kuhlamoskee en de Sher Mandal. Het laatste gebouw werd later door Humayun als bibliotheek gebruikt.
Sher Shah kwam om bij een explosie van een buskruitmagazijn tijdens een belegering van de Rajputvestiging Kalinjar in 1545. Hij werd opgevolgd door zijn zoon Islam Shah Suri. Het sultanaat van Delhi verviel na Sher Shahs dood al snel weer in interne twisten, waardoor Humayun in 1555 alsnog de gelegenheid kreeg het Mogolrijk te vestigen. 